# 城堡广场 (斯特拉斯堡)

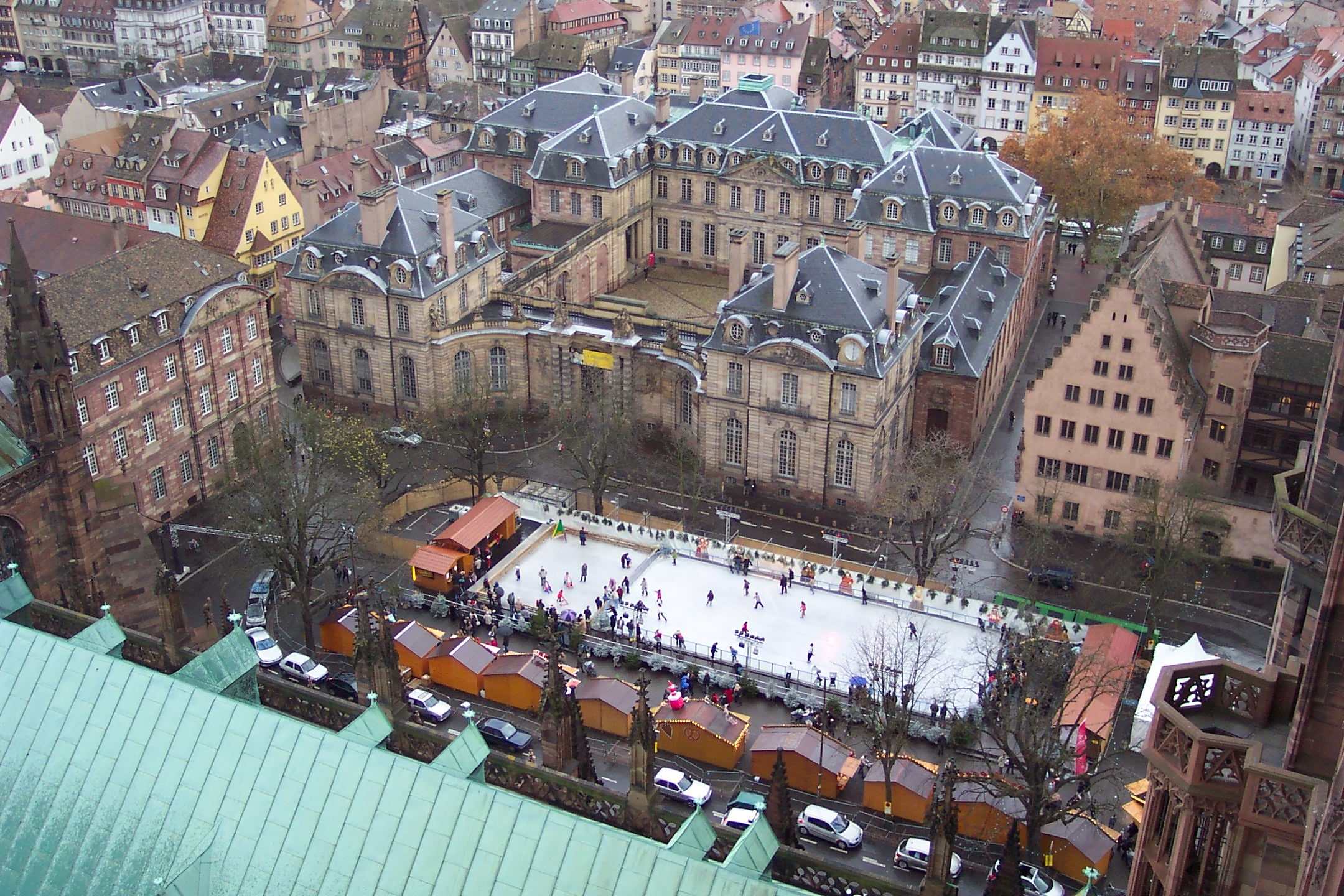

城堡广场（Place du Château）是法国斯特拉斯堡的一个矩形广场，位于大岛历史街区。

## 历史
它建于1215年，历史上曾经数次更改名称。1740年称为主教广场（place de l'Evêché）、“主教庭院”（Cour de l'évêque），1793年法国革命期间更名为“责任广场”（place de la Responsabilité），1804年更名宫殿广场（place du Château du Palais），1817年 皇家城堡广场（place du Château Royal）。“城堡广场”的名称命名于1858年。德国统治期间命名为。1918年恢复其法文名称。1940年再次使用德国名称。自第二次世界大战末期以来，它保留其目前的名称。
广场周围的主要建筑物包括斯特拉斯堡主教座堂、罗昂宫和Lycée Fustel-de-Coulanges高中。
2012年，在此发现了古罗马壁画，修复后在。他们已经恢复，斯特拉斯堡考古博物馆展出。

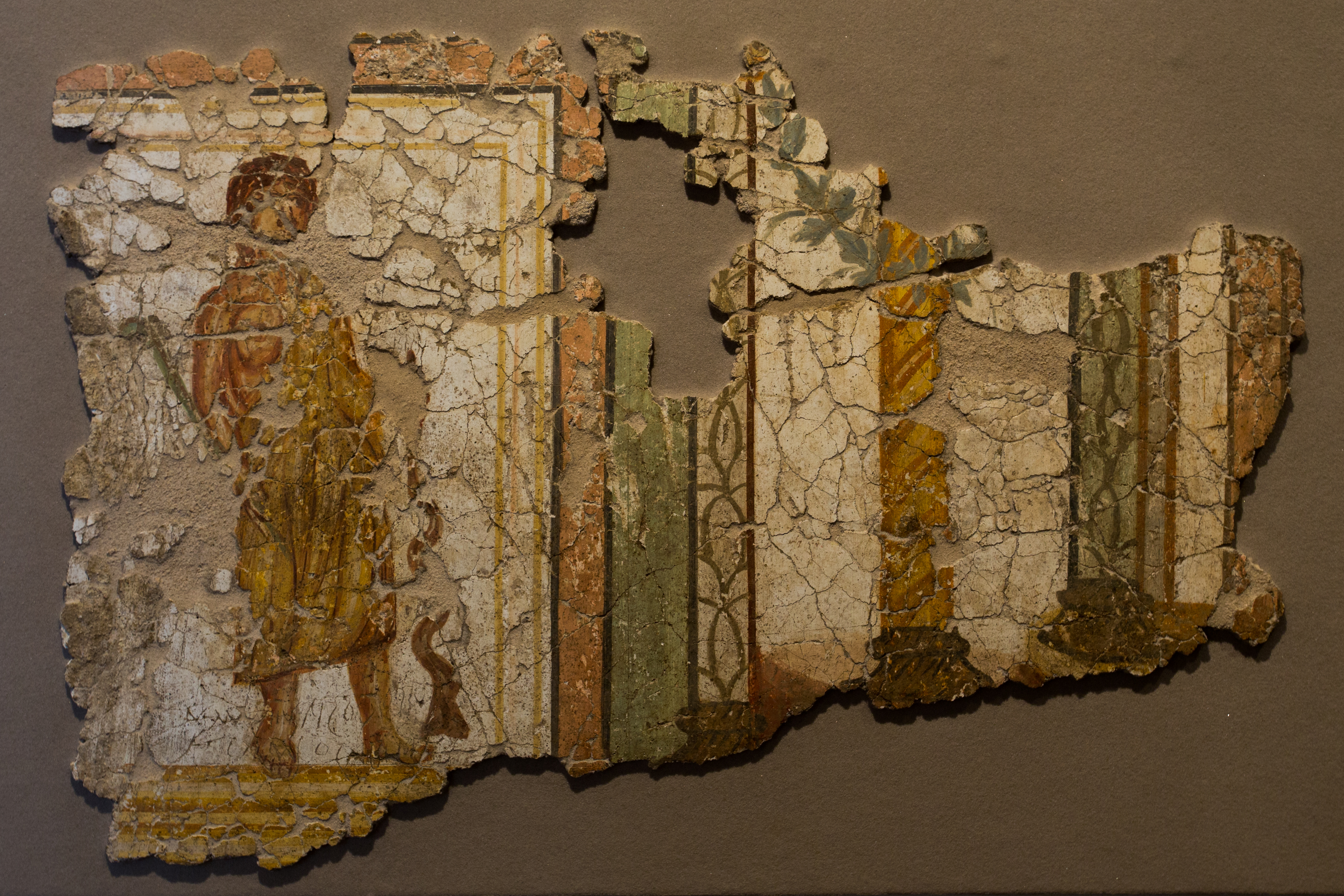